# Bairrada
Bairrada es una denominación de origen controlada (DOC) portuguesa para vinos producidos en la región demarcada de Bairrada, que abarca los concelhos de Anadia, Mealhada, Oliveira do Bairro y parte de los de Águeda, Aveiro, Cantanhede, Coímbra y Vagos, situados en el centro oeste del país.
Los vinos de Bairrada pueden ser blancos, tintos, rosados y espumosos.

## Variedades de uva
- Tintas: Alfrocheiro, Baga, Camarate, Castelão (Periquita), Jaen y Touriga Nacional.
- Blancas: Arinto (Pedernã), Bical, Cercial, Chardonnay, Fernão Pires (Maria Gomes), Pinot Banc Rabo de Ovelha, Sauvignon, Sercealinho y Verdelho.